# 태풍 나비
태풍 나비(태풍 번호: 0514, JTWC 지정 번호: 14W, 국제명: NABI, 필리핀 기상청 지정 이름: Jolina)는 2005년에 발생한 제14호 태풍으로 2005년 8월 29일에 발생하여 2005년 9월 8일 일본 삿포로 동북동쪽 약 710 km 부근 해상에서 온대저기압으로 변질되어 소멸하였다.

## 해설
일본에 상륙하여 1만여 가구에 피해를 입혔고, 규슈 지역에서는 산사태가 발생하였다. 대한민국 부산에서는 APEC 홍보탑이 부서졌고, APEC 정상회의장인 벡스코에서는 빗물이 새고 철문이 휘어지는 피해가 발생하였다. 울산에서는 많은 비로 도로가 침수되었고, 동해가스전의 가동이 중단되기도 하였다.
대한민국 울산에서는 9월 6일 하룻동안 327.5 mm, 경상북도 포항에 265.0 mm의 비가 내렸다. 또한, 울릉도에 47.3 m/s, 전라남도 여수에 22.8 m/s 강풍이 관측되기도 하였다.

## 제명
이 태풍 이름은 대한민국에서 나비로 제출하였으나, 일본에 입힌 막대한 피해로 인해, 태풍 이름 목록에서 "나비 (NABI)"라는 이름이 영구 제명되어, "독수리 (DOKSURI)"로 교체되었다.

## 같이 보기
- 태풍 미어리얼
- 태풍 하이선 (2020년)